# ベン・シャピーロ
ベンジャミン・アーロン・シャピーロ（1984年1月15日生まれ）は、アメリカの保守派の政治評論家、講演者、作家、法律家である。

## 概要
17歳にして、米国で最年少のシンジケーティッド・コラムニスト（通信社と契約し、複数の新聞社に記事が配信されるコラムニスト）となった。クリエーターズ・シンジケート社およびニューズウィーク誌のためにコラムを書くほか、自らが設立したデイリー・ワイヤーの編集主幹でもあり、ベン・シャピーロ・ショウという政治を題材としたポッドキャストおよびライブ・ラジオ番組ではホスト役を担当している。2012年から2016年までは、ブライトバート・ニュースで上席編集委員（editor at large）の役職にあった。これまで、10冊の本を出版しており、処女作は2004年の『Brainwashed: How Universities Indoctrinate America's Youth』、最新作は2019年の『The Right Side of History: How Reason and Moral Purpose Made the West Great』である。

## 経歴

### 生い立ち
シャピーロは、カリフォルニア州ロサンゼルスのユダヤ系の一家に育った。子供の頃からバイオリンの才能を発揮し、1996年、12歳のときにイスラエル・ボンズ（イスラエルが発行した債券の米国での引き受け会社）の晩餐会で演奏を披露した。シャピーロの両親はハリウッドで働いており、母親はテレビ会社の役員、父親は作曲家だった。子役俳優で現在は作家のマーラ・ウィルソンは従妹である。2回飛び級（小学校3年と中学3年）したシャピーロは、ウォルター・リード中学校からジェシーバ大学ロサンゼルス高校に進み、2000年に16歳で同校を卒業した。2004年、20歳のときに、政治学の学位を得てカリフォルニア大学ロサンゼルス校を卒業した。成績は最優等で、ファイ・ベータ・カッパの資格も得た。その後、ハーバード・ロー・スクールに進学し、2004年に優等の成績で卒業した。グッドウィン・プロクター法律事務所で修行した後、独立系法律相談事務所であるベンジャミン・シャピーロ・リーガル・コンサルティングをロサンゼルスで開業した。

### 作家として
シャピーロは、少年時代から政治に興味を抱いていた。17歳のときに全国レベルのシンジケート・コラムを書き、21歳のときには既に2冊の本を著していた。
処女作の『Brainwashed: How Universities Indoctrinate America's Youth』（2004年）では、大学において学生は多様な見方に触れることができず、しっかりとした意見を持っていない学生は、教室で議論が奨励されたとしても、リベラル派の講師が大部分を占める環境に圧倒されてしまう、とシャピーロは論じる。
2011年、シャピーロはハーパーコリンズ社から4作目となる『Primetime Propaganda|Primetime Propaganda: The True Hollywood Story of How the Left Took Over Your TV』を出版し、ハリウッドはプライムタイムの娯楽番組を通じて左翼アジェンダを積極的に推進したと論じた。この本において、『ハッピーデイズ』と『マッシュ』のプロデューサーは、番組シリーズ内で平和主義と反ベトナム戦争のアジェンダを追求したと認めている 。同じ年、シャピーロはデビッド・シャーウィッツ・フリーダム・センターのフェローにもなった。
2013年、シャピーロの5作目となる『Bullies: How the Left's Culture of Fear and Intimidation Silences Americans』はスレッシホールド・エディションズ社から出版された。
2019年に出版された『The Right Side of History|The Right Side of History: How Reason and Moral Purpose Made the West Great』では、ユダヤ・キリスト教の価値観の重要性に焦点を合わせ、現在のアメリカにおいてこうした価値観が衰退していることを嘆いている。2019年5月、シャピーロは本の宣伝を兼ねてBBCとのインタビューに応じた。インタビュアーのアンドリュー・ニールが、シャピーロのこれまでの発言は本が伝えようとするメッセージと矛盾すると指摘したところ、その質問に憤慨したシャピーロはニール（英国の著名な保守派ジャーナリスト）を左翼と非難し、インタビューを途中で中止した。その後、シャピーロは、ニールに「論破」されたと述べ、ツイッターにおいて「自分自身が定めたルールを破り、十分な準備を怠った」と認めた。

### コラムニストとして
2012年、シャピーロは、アンドリュー・ブライトバートが設立した保守派ウェブサイトであるブライトバート・ニュースのエディター・アット・ラージ（上級編集委員）に任命された。2016年3月にシャピーロはこの職を辞したが、その理由は、ドナルド・トランプの元選対委員長のコリー・ルーアンダウスキに襲われたという同僚記者ミシェル・フィールズの訴えに対し、ブライトバート・ニュースが十分な支援を提供しなかったと彼が判断したからである。シャピーロの退社後、ブライトバートは「ベン・シャピーロはフォックス・ニュースに参加するために忠実なブライトバートの読者を裏切った」 という記事を掲載し、その後、削除した。この記事の筆者として、シャピーロの父が使用していたペンネームが添えられていたが、シャピーロの父がこの記事を書いた事実はなかった 。ブライトバート・ニュースを去った後、シャピーロはしばしば、反ユダヤ主義的な言説を用いるオルタナ右翼の攻撃対象となった。名誉毀損防止同盟の2016年の分析によれば、彼は反ユダヤ主義的なツイートによって最も頻繁に攻撃されたジャーナリストである。
2013年2月7日、シャピーロは、バラク・オバマ大統領から国防長官に指名されるのを待つチャック・ヘーゲル元上院議員の政治運動への外国人寄付者の中に、「フレンズ・オブ・ハマース」という集団が含まれているという記事を発表した。情報源は、ある上院議員とされていたが、名前は明記されていなかった。しかし、数週間後、スレートの記者であるデビッド・ウェイゲルは、そのような集団は存在しないと報じた。シャピーロはウェイゲルに対し、元の記事の内容がシャピーロの持つ情報のすべてだと回答した。
2013年10月、シャピーロは、デビッド・ホロウィッツ・フリーダム・センターの協力を得て、ビジネス・パートナーのジェレミー・ボーリングと共に、米国メディアを監視する活動の拠点として、TruthRevoltというウェブサイトを立ち上げた。TruthRevolt は2018年3月に活動を停止した。

### 番組ホストとして
2012年、シャピーロは、ハイディ・ハリスとブライアン・ウィットマンと共に、KRLA-AM 870で放送される朝のラジオ番組のホストに起用された。2016年には、KRLAの保守系ラジオ番組である「ザ・モーニング・アンサー」のホストの1人となった。社内メールが示すところによると、2016年アメリカ合衆国大統領選挙中にドナルド・トランプをもっと支援するようにと、番組の所有権を持つセーラム・メディアの幹部から圧力を受けていたが、彼は選挙期間を通じてトランプに対する非常に批判的な態度を崩さなかった。
シャピーロとボーリングは2015年9月21日にデイリー・ワイヤーを設立した。シャピーロはとして、政治を題材としたオンライン・ポッドキャストの『ベン・シャピーロ・ショウ』（週末を除き毎日放送）のホストを務めることになった。Podtracによれば、この番組は、2019年3月現在、米国で2番目に人気の高いポッドキャストである。2018年4月、ラジオネットワークのウエストウッド・ワンが、「ザ・ベン・シャピーロ・ショウ」のラジオ配信を開始した。2018年、ポリティコは、このポッドキャストについて「非常に人気が高い」と評している。2019年1月、ウエストウッド・ワンは、元の1時間のポッドキャスト番組に、全国配信される2時間のライブ・ラジオ番組を追加し、ペン・シャピーロの番組を毎日3時間放送することとした 。同局によれば、2019年3月現在、「ベン・シャピーロ・ショウ」は200を超えるラジオ局で放送されており、上位10の市場のうち9つをカバーしている。
2018年9月、FOXニュースでシャピーロが司会を務める「ベン・シャピーロ選挙特番」が始まった。この期間限定のシリーズ番組では、2018年中間選挙に関する話題やニュースが取り扱われた。
シャピーロはPragerUの動画にもたびたび出演し、交差性やハリウッドの状況について語っている。2018年12月現在、動画の再生回数は490万から840万である。

### 講演者として
シャピーロは、全米の大学で講演を行っている。講演では、議論の分かれる問題について、保守的な立場から意見を提示することが多い。2016年前半から2017年後半にかけて、シャピーロは37のキャンパスで講演を行った。
2016年2月25日、当時ブライトバートの編集者だったシャピーロは、「多様性が問題になるとき」という題目でカリフォルニア州立大学ロサンゼルス校で講演を行う予定だったが、これに一部の学生と教職員が反対した。大学総長のウィリアム・コヴィーノは、3日前になってこの講演の中止を決定した。当初の目的は、日程を変更した上で、キャンパスにおける多様性の問題について様々な視点を提供するイベントとして、改めて開催することであった。しかし、コヴィーノは最終的にこの決定を取り消し、講演は当初の計画どおり行われた。講演当日、抗議する学生たちが人間の鎖を作り、イベント会場の入り口を封鎖した上で、座り込みによる抗議を実行した。シャピーロが講演を始めると、抗議者は火災報知器を作動させた。講演終了後、シャピーロは警察の警護を受けてキャンパスの外に出た。保守派の青年組織のYAFは、コヴィーノがイベントを中止しようとしたことと、イベントへの出入りを妨げる物理的なバリケードを学生が築いたことによって、憲法修正第1条と修正第14条に定める権利が侵されたと主張し、大学に対して訴訟を起こすことを発表した（シャピーロも原告の1人）。
2016年8月、デポール大学は、学生向けの講演のために彼を招いていたが、その招待を取り消し、「安全管理上の懸念」を理由として彼がキャンパスに立ち入ることを禁じた。
2017年9月14日、シャピーロはカリフォルニア大学バークレー校の学生組織であるバークレー・カレッジ・リパブリカンズの招きに応じて講演を行い、同一性政治を批判した。多くの警察官がこのイベントの警備にあたった。これは、言論の自由を重んじるバークレー校総長のキャロル・T・クライストが8月に書いた手紙で約束していたものである。大学とバークレー市はイベントの警備に合わせて60万ドルを支出した。9人の逮捕者が出たが、大きな混乱は起こらなかった。

## 主張

### 気候変動に関する見解
シャピーロは気候変動の原因が人間の活動によるものであると一部認めているが、気候変動の悪影響やアメリカ民主党による気候変動対策には懐疑的である。

## 家族
2008年、シャピーロはモロッコ系イスラエル人の医師であるモア・トレダーノと結婚した。シャピーロとトレダーノは共にユダヤ教正統派の信者である。2017年11月現在、2人の子供とともにロサンゼルスで暮らしている。
元子役で現在は作家のマーラ・ウィルソンは母方の従妹である。

## 作品
- Brainwashed: How Universities Indoctrinate America's Youth (ISBN 0-78526148-6). WND Books: 2004.
- Porn Generation: How Social Liberalism Is Corrupting Our Future (ISBN 0-89526016-6). Regnery: 2005.
- Project President: Bad Hair and Botox on the Road to the White House (ISBN 1-59555100-X). Thomas Nelson: 2008.
- Primetime Propaganda: The True Hollywood Story of How the Left Took Over Your TV (ISBN 0-06209210-3). Harper Collins: 2011.
- Bullies: How the Left's Culture of Fear and Intimidation Silences America (ISBN 1-47671001-5). Threshold Editions: 2013.
- The People vs. Barack Obama: The Criminal Case Against the Obama Administration (ISBN 1-47676513-8). Threshold Editions: 2014.
- A Moral Universe Torn Apart (ASIN B01I3X4ISK). Creator's Publishing: 2014.
- What's Fair and Other Short Stories (ASIN B016R28SLM). Revolutionary Publishing: 2015.
- True Allegiance (ISBN 1-68261077-2). Post Hill Press: 2016.
- The Right Side of History: How Reason and Moral Purpose Made the West Great (ISBN 9780062857903). Broadside Books: 2019.